# Påtaglig fara
Påtaglig fara är en politisk thriller av Tom Clancy, i vilken karaktären Jack Ryan har huvudrollen. Handlingen kretsar kring smugglingen av kokain mellan Colombia och USA istället för kring kalla kriget, som i så många av Clancys böcker. Boken utgavs 1989. 

## Handling
En privat yacht bordas av USA:s kustbevakning i Mexikanska golfen och de finner ägaren och hela hans familj mördade av knarksmugglare. Ägaren som var en personlig vän till USA:s president ska även ha varit inblandad i knarkhärvor och penningtvätt. Presidenten, som befinner sig i ett valår och ligger efter i opinionsundersökningarna, beordrar med anledning av detta en upptrappning av "kriget mot narkotikan" genom fyra hemliga operationer:
- Operation CAPER innebär att militära signalspaningssatelliter används för att avlyssna knarkkungarnas mobiltelefoner för att samla in information för de andra operationerna.
- Operation EAGLE EYE innebär att amerikanska flygvapnets F-15E-flygplan skjuter eller tvingar ner privatflygplan som används för knarksmuggling.
- Operation SHOWBOAT omfattar fyra patruller specialförband som övervakar flygfält som används av knarksmugglare. När ett flygplan startar meddelas det till EAGLE EYE. När FBI-chefen Emil Jacobs mördas får patrullerna order om att spränga flygfälten och övergå till operation RECIPROCITY.
- Operation RECIPROCITY är en ren vedergällningsaktion för mordet på Emil Jacobs. Enskilda attackflygplan av typ A-6 Intruder från amerikanska flottan anfaller mål i Colombia med anknytning till knarkmaffian. Patrullerna från operation SHOWBOAT används som eldledare. Bomberna fälls från hög höjd och knarkkungarna förleds att tro att det rör sig om bilbomber.

Den före detta kubanske underrättelseagenten Félix Cortez, numera anställd av knarkkungen Ernesto Escobedo, lyckas infiltrera FBI och får nys om operationerna. Genom att mörda FBI-chefen Emil Jacobs i ett bakhåll lyckas han få USA att genomföra vedergällningsaktioner mot Escobar. Hans plan är att få USA att döda Escobedo så att han kan ta över hela verksamheten själv. Han lyckas genom utpressning få presidentens säkerhetsrådgivare, viceamiral James Cutter, att avslöja detaljer om RECIPROCITY som gör att han kan skicka legosoldater efter de amerikanska patrullerna.
Ryans gode vän och mentor, viceamiral James Greer, som även är chef för CIA:s underrättelseavdelning, blir sjuk i pankreascancer och Ryan får dess befattning som tillförordnad chef. Därmed blir han också ansvarig att informera USA:s kongress om CIA:s verksamhet. Trots detta blir han inte informerad av Moore eller Ritter om operationerna i Colombia. Genom det löpande underrättelsearbetet får han ändå veta att amerikanska trupper är verksamma i Colombia och att de är hårt trängda av Cortez legosoldater. Tillsammans med John Clark ger sig Ryan ut i djunglerna för att rädda de överlevande soldaterna.

## Filmen
Romanen filmatiserades 1994 med samma namn (se Påtaglig fara) med Harrison Ford i huvudrollen som Jack Ryan. Handlingen ändrades betydligt, precis som de tidigare filmatiseringarna. Jack Ryan är i filmatiseringen betydligt mer central i handlingen.